# Anthony Nesty
Anthony Nesty (25. studenog 1967.), plivač iz Surinama, olimpijski pobjednik u plivanju u disciplini 100 m leptir, s Olimpijskih igara u Seoulu 1988.
Nacionalni je junak svoje zemlje, prvi, i do sada jedini, zlatni Olimpijac Surinama, ali on je i prvi, a do sada i apsolutno jedini, crnac - Olimpijski pobjednik u plivanju.
Nakon njega, sljedeća Afroamerikanka, olimpijska pobjednica u plivanju, postala je američka plivačica Simone Manuel, na 100 m slobodno, na Olimpijskim igrama u Rio de Janeiru 2016.

## Sportski uspjesi
Iznenadio je športski svijet pobjedom u završnici utrke na 100 m leptir, na Olimpijskim igrama u Seoulu, kad je s novim olimpijskim rekordom (53.00 sec) pobijedio apsolutnog favorita te discipline, i najboljeg plivača svijeta tih godina, Amerikanca Matta Biondia (53.01 sec). Nakon toga, u sljedeće tri godine nije poražen na 100 m leptir.
Anthony Nesty debitira na Olimpijskim igrama u Los Angelesu 1984., gdje zauzima nezapaženo 21. mjesto. Međutim, poslije toga seli na Floridu, i njegov je napredak evidentan i nezaustavljiv, te kulminira na Igrama u Seoulu.
Uspjeh Anthonyja Nestyja izazvao je eksploziju oduševljenja među cijelim afro-karipskim pukom, a pogotovo u Surinamu. Njegov lik uskoro je tiskan na surinamskim poštanskim markama, novčićima, surinamska Vlada mu je udijelila posebne počasti, a novi jumbo-jet surinamske nacionalne zrakoplovne tvrtke dobio je ime - "Anthony Nesty".
Nestyjeva olimpijska pobjeda u plivanju je kolosalni povijesni sportski uspjeh, jer je prvi (i do sada jedini puta) jedan crni čovjek oko vrata objesio zlatnu olimpijsku medalju u plivanju. Međutim treba naglasiti da taj njegov uspjeh nije bio ni slučajan, ni jedini.
Naime, da nije slučajno pobijedio na Igrama u Seoulu, Anthony Nesty dokazao je novim uspjesima. On tako, u svojoj disciplini, 100 m leptir, pobjeđuje 1990. godine na Igrama dobre volje u Seattleu, SAD, u siječnju 1991. godine, u Perthu, u Australiji, pobjeđuje na Svjetskom prvenstvu u plivanju, i to ispred bivšeg svjetskog rekordera i olimpijskog pobjednika iz Los Angelesa 1984. u toj disciplini, Nijemca Michaela Grossa, a u kolovozu iste godine i na, u plivanju vrlo jakim, Panameričkim igrama, u Havani, na Kubi. Na tim Igrama u Havani osvaja i srebro na 200 m leptir, te se sprema na obranu naslova Olimpijskog pobjednika za Olimpijske igre u Barceloni, 1992. godine.
Na Igrama u Barceloni međutim, Nesty ipak ne uspjeva obraniti svoj naslov, nego osvaja 3. mjesto i brončanu medalju na 100 m leptir, iza svjetskog rekordera Pabla Moralesa, iz SAD-a i Poljaka Szukale. Pri tom je zanimljivo spomenuti da bi, da je isplivao svoj rezultat iz Seoula 1988. (53.00 sec) ponovo bio Olimpijski pobjednik, i to još uvjerljiviji nego tada, jer je Morales, kao prvi, plivao 53.32, Szukala 53.35, a Nesty 53.41 sec!

## Zasluga Anthonyja Nestyja
U čemu je nemjerljiva Nestyjeva zasluga? U tome što, kako god bilo, njegova velika plivačka karijera je bila i ostala ogroman poticaj svim afrokaripskim pa i afroameričkim (dakle – crnačkim) mladićima i djevojkama, jer je dokazao da ne stoji uvriježeno mišljene da su crnci dobri atletičari, boksači, košarkaši, ali ne i plivači. Sigurno je stoga da će ime Anthonyja Nestyja ostati sjajnim slovima upisano i u plivačkoj i u olimpijskoj povijesti.

## Karijera
- 1988. - OI: 1 zlatna medalja (100 m leptir)
- 1991. - SP: 1 zlatna medalja (100 m leptir)
- 1992. - OI: 1 brončana medalja (100 m leptir)

## Osobni rekordi
- 100 m leptir: 53.00 sec (1988., tada olimpijski rekord)